# Volodymyr Sterlik
 (juin 2018).
Si vous disposez d'ouvrages ou d'articles de référence ou si vous connaissez des sites web de qualité traitant du thème abordé ici, merci de compléter l'article en donnant les références utiles à sa vérifiabilité et en les liant à la section « Notes et références ».
Volodymyr Ivanovych Sterlik (en ukrainien : Володимир Иванович Стерлик), né le 15 octobre 1940 à Poltava, est un rameur ukrainien qui a concouru pour l'Union soviétique.
Il participe aux Jeux olympiques de 1964, 1968 et 1972 et il remporte une médaille.